# Visages de femmes (film, 1939)
Pour plus de détails, voir Fiche technique et Distribution.
Visages de femmes est une comédie dramatique française réalisée en 1938 par René Guissart, sortie en 1939.

## Fiche technique
Source : IMDb, sauf mention contraire
- Réalisateur : René Guissart
- Scénariste : René Grazi et Léopold Marchand
- Musique : Marcel Lattès
- Photographie : Enzo Riccioni, Joseph C. Brun
- Création des décors : Robert Dumesnil et René Renoux
- Société(s) de production :  Société du Film Fred
- Format :  Noir et blanc - 1,33:1 - 35 mm - Son mono
- Pays de production : France
- Genre : Comédie dramatique
- Durée : 1h25
- Date de sortie :	
  - France : 8 mars 1939

## Distribution
- Huguette Duflos : Véronique Deschamps dite "Fred", une femme médecin que séduit puis abandonne le volage Georges
- Meg Lemonnier : Aline Ribourg, une joueuse de tennis pour laquelle Georges quitte Frédérique et qu'il met enceinte
- Pierre Brasseur : Georges Legrand, un jeune noceur sans scrupules qui quitte Fred pour Aline
- Félicien Tramel : M. Legrand
- Robert Arnoux : Saint-Ernest
- Thérèse Dorny : Verdurette
- André Alerme : M. Ribourg
- Rivers Cadet : Julien
- Nina Myral : Mme Legrand
- Marthe Mussine : Marthe
- Pierre Juvenet : M. Péquinot
- Paul Escoffier : Le patron
- Henri Delivry
- Simone Chobillon